# Bryczany
Bryczany (rum. Briceni) – miasto w północnej Mołdawii; stolica rejonu Bryczany; liczy 9 tysięcy mieszkańców. Ośrodek przemysłu spożywczego.